# Afronurus yadongensis
Afronurus yadongensis is een haft uit de familie Heptageniidae. De wetenschappelijke naam van de soort is voor het eerst geldig gepubliceerd in 1987 door You.
De soort komt voor in het Oriëntaals gebied.